# Rogério II da Sicília
Rogério II da Sicília (22 de dezembro de 1095 – 26 de fevereiro de 1154) foi o primeiro rei da Sicília, de 1130 a 1154. Era filho e sucessor do conde Rogério I da Sicília, da dinastia dos Altavila, com Adelaide del Vasto. É conhecido por unir todas as conquistas normandas em um único reino e por ter-lhes concedido um governo eficiente, pessoal e centralizado.

## Infância
Pouco se sabe da infância de Rogério II. Era o segundo filho do grande conde normando Rogério I da Sicília.
Com a morte do pai em Mileto em 1101, sua mãe passou a governar a Sicília com ajuda de conselheiros, enquanto ele e seu irmão tinham ainda tenra idade. Em 1105, morreu seu irmão mais velho Simão e com dez anos Rogério tornou conde da Sicília.
Viveu sua infância em Palermo e teve preceptores gregos e árabes, tanto que aprendeu a língua grega, latim e árabe. Ao tornar-se maior em 1112, demonstrou estar em condições de governar com autoridade, continuando a linha de expansionismo do pai.

## A conquista da coroa real
Em 1121, surgiram hostilidades entre Rogério e seu primo Guilherme, neto de Roberto de Altavila e novo Duque da Calábria. A questão foi resolvida somente com intervenção do papa Calisto II, que conseguiu pacificar os dois rivais fazendo-os chegar a um acordo segundo o qual o conde da Sicília fornecia ao primo um esquadrão de cavalheiros com o, qual reprimiria a revolta do barão Giodano di Ariano. Em troca, Guilherme abandonava as próprias possessões na Sicília e Calábria. Rogério, já príncipe de Salerno, retirou-se a Régio e foi reconhecido como duque da Apúlia e Calábria, com domínio sobre Amalfi e Gaeta, sobre parte de Nápoles, sobre Taranto, Cápua e Abruzos.
Quando em julho de 1127, Guilherme, Duque da Apúlia, morreu sem filhos, Rogério reivindicou todas as possessões dos Altavilla e a Senhoria de Cápua. Desembarcou no continente e conquistou sem dificuldades Amalfi e Salerno, onde foi coroado. Porém a união de Sicília e Apúlia tinha a hostilidade do papa Honório II e dos próprios senhores locais.

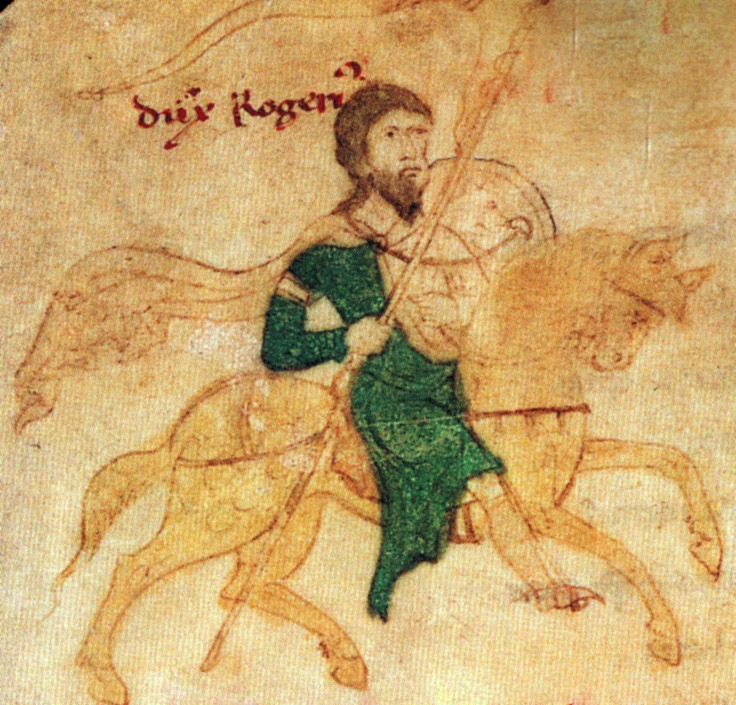
Rogério II
Liber ad honorem Augusti de Petro de Ebulo, 1196

Em Cápua, em dezembro de 1127, o papa promoveu uma cruzada contra Rogério, colocando Roberto II de Cápua e Rainulfo di Alife (cunhado de Rogério) contra ele. Porém tal coalizão falhou e em agosto de 1128 o Papa foi constrangido pela superioridade militar a nomear Rogério, na cidade de Benevento, como duque da Apúlia.
Em setembro de 1129, Rogério foi publicamente reconhecido duque de Nápoles, Bari, Cápua e outros. Começou então a impor ordem nas possessões dos Altavila, onde o poder dos duques estava enfraquecendo-se.
Para unir todos esses estados, o título real parecia essencial e a morte de Onório II em fevereiro de 1130, seguido da dupla eleição de um Papa e um Antipapa veio num momento decisivo para ele.  Na eleição do novo pontífice houve um cisma entre o papa Inocêncio II, eleito com apoio dos Frangipane e Anacleto II, apoiado pelos Pierloni. Na confusão que se seguiu, Inocêncio, embora reconhecido pela maior parte da cristandade, foi obrigado a refugiar-se na França, ficando Anacleto II em Roma, embora com necessidade de maior consenso.
Rogério apoiou Anacleto e com isso conseguiu a almejada coroa. Em 27 de setembro de 1130, uma bula de Anacleto tornou Rogério "rei da Sicília". A coroação foi em Palermo em 25 de dezembro daquele ano. Simplesmente isso não invalidou que no Segundo Concílio de Latrão tivesse sido sujeito a excomunhão como principal apoiante desse antipapa.

## Relações familiares

Brasão de armas da Casa de Altavila

Foi filho de Rogério I da Sicília (1030 - 22 de junho de 1101) e de Adelaide del Vasto (c.1075 - 16 de abril de 1118). Teve três esposas:
Do casamento com Elvira de Leão e Castela (1100 - 1135) filha de Afonso VI de Leão e Castela, rei de Leão e Castela (junho de 1039 - 30 de junho de 1109 e de Isabel de Denia, teve:
1. Rogério de Apúlia, duque de Apúlia casado com Isabel de Champagne;
2. Tancredo de Bari, príncipe de Bari (1120 -?);
3. Afonso de Nápoles, duque de Nápoles (? - 1144);
4. Guilherme I da Sicília, rei da Sicília (1125 -?) casou com Margarida, infanta de Navarra.

Do casamento com Sibila de Borgonha (1126 - 1150) filha de Hugo II, Duque da Borgonha e de Matilde de Turenne, não teve descendência.
Do casamento com Beatriz de Rethel (1135 - 1185), filha de Ithier de Rethel (? - 1171) e de Beatriz de Namur (? - 1160) teve:
1. Constança da Sicília (1154 - 27 de novembro de 1198, casada em 27 de janeiro de 1186 com o imperador Henrique VI (1165 - 28 de setembro de 1197).